# 2023년 9월
| 2023년: 1월 · 2월 · 3월 · 4월 · 5월 · 6월 · 7월 · 8월 · 9월 · 10월 · 11월 · 12월 |

| \| 2023년 9월 1일 (금요일) \| \| 편집 \| |  |      |
|                                          |  |      |
| 2023년 9월 1일 (금요일)                  |  | 편집 |

| 2023년 9월 1일 (금요일) |  | 편집 |

| \| 2023년 9월 2일 (토요일) \| \| 편집 \| |  |      |
|                                          |  |      |
| 2023년 9월 2일 (토요일)                  |  | 편집 |

| 2023년 9월 2일 (토요일) |  | 편집 |

| \| 2023년 9월 3일 (일요일) \| \| 편집 \| |  |      |
|                                          |  |      |
| 2023년 9월 3일 (일요일)                  |  | 편집 |

| 2023년 9월 3일 (일요일) |  | 편집 |

| \| 2023년 9월 4일 (월요일) \| \| 편집 \| |  |      |
|                                          |  |      |
| 2023년 9월 4일 (월요일)                  |  | 편집 |

| 2023년 9월 4일 (월요일) |  | 편집 |

| \| 2023년 9월 5일 (화요일) \| \| 편집 \| |  |      |
|                                          |  |      |
| 2023년 9월 5일 (화요일)                  |  | 편집 |

| 2023년 9월 5일 (화요일) |  | 편집 |

| \| 2023년 9월 6일 (수요일) \| \| 편집 \| |  |      |
|                                          |  |      |
| 2023년 9월 6일 (수요일)                  |  | 편집 |

| 2023년 9월 6일 (수요일) |  | 편집 |

| \| 2023년 9월 7일 (목요일) \| \| 편집 \| |  |      |
|                                          |  |      |
| 2023년 9월 7일 (목요일)                  |  | 편집 |

| 2023년 9월 7일 (목요일) |  | 편집 |

| \| 2023년 9월 8일 (금요일) \| \| 편집 \|                                                                                  |  |      |
| 사고와 재해 - 2023년 마라케시사피 지진: 모로코에서 규모 6.8의 지진으로 2,946명이 사망하고, 5,674명의 부상자가 발생하였다. |  |      |
| 2023년 9월 8일 (금요일)                                                                                                   |  | 편집 |

| 2023년 9월 8일 (금요일) |  | 편집 |

| \| 2023년 9월 9일 (토요일) \| \| 편집 \| |  |      |
|                                          |  |      |
| 2023년 9월 9일 (토요일)                  |  | 편집 |

| 2023년 9월 9일 (토요일) |  | 편집 |

| \| 2023년 9월 10일 (일요일) \| \| 편집 \|                                              |  |      |
| 사고와 재해 - 포르투갈에서 레비라 증류소의 와인 220만 리터가 유출되는 사고가 발생했다. |  |      |
| 2023년 9월 10일 (일요일)                                                               |  | 편집 |

| 2023년 9월 10일 (일요일) |  | 편집 |

| \| 2023년 9월 11일 (월요일) \| \| 편집 \| |  |      |
|                                           |  |      |
| 2023년 9월 11일 (월요일)                  |  | 편집 |

| 2023년 9월 11일 (월요일) |  | 편집 |

| \| 2023년 9월 12일 (화요일) \| \| 편집 \| |  |      |
| 사고와 재해 - 사이클론 다니엘이 지중해 중부 주변 지역을 강타해 리비아 동부의 건곡 와디 데르나가 범람했고 만수르 댐, 데르나 댐이 붕괴했으며, 최소 4,227명(최대 20,000명)이 사망하고 1만 100명 이상 실종되었다. |  |      |
| 2023년 9월 12일 (화요일) |  | 편집 |

| 2023년 9월 12일 (화요일) |  | 편집 |

| \| 2023년 9월 13일 (수요일) \| \| 편집 \| |  |      |
| 국제 관계 - 2023년 북러정상회담: 러시아 보스토치니 우주기지에서 블라디미르 푸틴 러시아 대통령과 김정은 조선민주주의인민공화국 국무위원장이 정상회담을 가졌다. 이틀 전인 9월 11일, 타스 통신과 조선중앙통신은 푸틴 대통령의 초청으로 김 위원장이 러시아를 방문할 것이라고 동시 발표했었다. |  |      |
| 2023년 9월 13일 (수요일) |  | 편집 |

| 2023년 9월 13일 (수요일) |  | 편집 |

| \| 2023년 9월 14일 (목요일) \| \| 편집 \| |  |      |
|                                           |  |      |
| 2023년 9월 14일 (목요일)                  |  | 편집 |

| 2023년 9월 14일 (목요일) |  | 편집 |

| \| 2023년 9월 15일 (금요일) \| \| 편집 \|                   |  |      |
| 정치와 선거 - 에비카 실리냐가 라트비아의 총리로 취임하였다. |  |      |
| 2023년 9월 15일 (금요일)                                    |  | 편집 |

| 2023년 9월 15일 (금요일) |  | 편집 |

| \| 2023년 9월 16일 (토요일) \| \| 편집 \| |  |      |
|                                           |  |      |
| 2023년 9월 16일 (토요일)                  |  | 편집 |

| 2023년 9월 16일 (토요일) |  | 편집 |

| \| 2023년 9월 17일 (일요일) \| \| 편집 \|                                         |  |      |
| 문화와 예술 - 가야고분군이 세계유산에 등재되었다. 대한민국의 16번째 세계유산이다. |  |      |
| 2023년 9월 17일 (일요일)                                                          |  | 편집 |

| 2023년 9월 17일 (일요일) |  | 편집 |

| \| 2023년 9월 18일 (월요일) \| \| 편집 \| |  |      |
|                                           |  |      |
| 2023년 9월 18일 (월요일)                  |  | 편집 |

| 2023년 9월 18일 (월요일) |  | 편집 |

| \| 2023년 9월 19일 (화요일) \| \| 편집 \| |  |      |
|                                           |  |      |
| 2023년 9월 19일 (화요일)                  |  | 편집 |

| 2023년 9월 19일 (화요일) |  | 편집 |

| \| 2023년 9월 20일 (수요일) \| \| 편집 \| |  |      |
|                                           |  |      |
| 2023년 9월 20일 (수요일)                  |  | 편집 |

| 2023년 9월 20일 (수요일) |  | 편집 |

| \| 2023년 9월 21일 (목요일) \| \| 편집 \| |  |      |
| 사건 사고 - 오전 8시 20분경 충남 서산시 해미면 공군 제20전투비행단 소속 KF-16 전투기 한 대가 이륙 중 기지내에 추락했다. 조종사는 추락 전 비상탈출했고 인명피해는 없었다. |  |      |
| 2023년 9월 21일 (목요일) |  | 편집 |

| 2023년 9월 21일 (목요일) |  | 편집 |

| \| 2023년 9월 22일 (금요일) \| \| 편집 \| |  |      |
|                                           |  |      |
| 2023년 9월 22일 (금요일)                  |  | 편집 |

| 2023년 9월 22일 (금요일) |  | 편집 |

| \| 2023년 9월 23일 (토요일) \| \| 편집 \| |  |      |
|                                           |  |      |
| 2023년 9월 23일 (토요일)                  |  | 편집 |

| 2023년 9월 23일 (토요일) |  | 편집 |

| \| 2023년 9월 24일 (일요일) \| \| 편집 \| |  |      |
|                                           |  |      |
| 2023년 9월 24일 (일요일)                  |  | 편집 |

| 2023년 9월 24일 (일요일) |  | 편집 |

| \| 2023년 9월 25일 (월요일) \| \| 편집 \| |  |      |
|                                           |  |      |
| 2023년 9월 25일 (월요일)                  |  | 편집 |

| 2023년 9월 25일 (월요일) |  | 편집 |

| \| 2023년 9월 26일 (화요일) \| \| 편집 \| |  |      |
| 정치와 선거 - 대한민국 더불어민주당의 새 원내대표에 3선의 홍익표 의원이 선출되었다. 박광온 전 원내대표는 지난 4월 원내대표에 선출되었으며, 9월 21일 이재명 대표 체포동의안 가결과 관련하여 책임을 지고 사퇴하였다. |  |      |
| 2023년 9월 26일 (화요일) |  | 편집 |

| 2023년 9월 26일 (화요일) |  | 편집 |

| \| 2023년 9월 27일 (수요일) \| \| 편집 \| |  |      |
| 정치와 선거 - 대한민국 국회 이재명 더불어 민주당 대표에 대한 구속영장을 서울중앙지방법원이 기각하였다. 검찰은 '백현동 개발 특혜' 및 '쌍방울 그룹 대북 송금' 의혹 등의 혐의로 9월 18일 영장을 청구하였으며, 절차에 따라 대검찰청과 법무부, 국무총리실을 거쳐 대통령의 재가를 받았다. 19일 국회에 제출된 체포 동의안은 21일 가결(총 투표수 295, 가 149, 부 136, 기타 10)되었고, 26일 영장 실질심사가 이루어졌으며 27일 새벽에 기각되었다. |  |      |
| 2023년 9월 27일 (수요일) |  | 편집 |

| 2023년 9월 27일 (수요일) |  | 편집 |

| \| 2023년 9월 28일 (목요일) \| \| 편집 \| |  |      |
|                                           |  |      |
| 2023년 9월 28일 (목요일)                  |  | 편집 |

| 2023년 9월 28일 (목요일) |  | 편집 |

| \| 2023년 9월 29일 (금요일) \| \| 편집 \| |  |      |
|                                           |  |      |
| 2023년 9월 29일 (금요일)                  |  | 편집 |

| 2023년 9월 29일 (금요일) |  | 편집 |

| \| 2023년 9월 30일 (토요일) \| \| 편집 \| |  |      |
|                                           |  |      |
| 2023년 9월 30일 (토요일)                  |  | 편집 |

| 2023년 9월 30일 (토요일) |  | 편집 |

| <          | 2023년 9월 | 2023년 9월 | 2023년 9월 | 2023년 9월 | 2023년 9월  | >          |
| 일         | 월         | 화         | 수         | 목         | 금          | 토         |
|            |            |            |            |            | 1 7.17 임술 | 2 18 계해  |
| 3 19 갑자  | 4 20 을축  | 5 21 병인  | 6 22 정묘  | 7 23 무진  | 8 24 기사   | 9 25 경오  |
| 10 26 신미 | 11 27 임신 | 12 28 계유 | 13 29 갑술 | 14 30 을해 | 15 8.1 병자 | 16 2 정축  |
| 17 3 무인  | 18 4 기묘  | 19 5 경진  | 20 6 신사  | 21 7 임오  | 22 8 계미   | 23 9 갑신  |
| 24 10 을유 | 25 11 병술 | 26 12 정해 | 27 13 무자 | 28 14 기축 | 29 15 경인  | 30 16 신묘 |

| - 2023년 - 8월 - 9월 - 10월 편집하기 |